# 청하초등학교 (경북)
청하초등학교는 대한민국 경상북도 포항시 북구 청하면 덕성리에 있는 공립 초등학교이다.

## 학교 연혁
- 1910.06.10 사립 천일학교(千一學校) 설립[1]
- 1912.03.12 청하공립보통학교 인가
- 1912.07.12 청하공립보통학교 개교 (4년제)
- 1923.03.00 6년제로 개편
- 1938.04.01 청하공립심상소학교 개칭
- 1941.04.01 청하공립국민학교 개칭
- 1950.12.01 청하국민학교 개칭
- 1963.03.27 청하남부국민학교 분리
- 1981.03.01 2학급 인가
- 1985.04.01 특수학급 1학급 인가
- 1996.03.01 청하초등학교 개칭
- 2004.03.01 경상북도교육청 지정 전통문화 시범학교 지정
- 2006.09.22 학교도서관 '청하꿈터' 개관
- 2008.10.02 학교과학실 '과학꿈터' 개관
- 2009.09.01 경상북도교육청 지정 교원능력개발평가 선도(시범)학교(6개월)
- 2010.03.01 경상북도교육청 지정 학력향상 시범학교 지정(1년)
- 2011.09.02 영어 체험실 개관
- 2012.03.01 경상북도교육청 지정 통일교육 시범학교 지정(2년)
- 2015.02.17 제102회 졸업(졸업생 총 수: 7,791명)
- 2015.03.01 제29대 남상직 교장 취임
- 2015.03.01 9학급 편성(본교 7, 청남분교장 2)
- 2016.03.01 청하초등학교 청하남부분교장 통폐합

## 참고 자료
- 청하초등학교 - 한국교육학술정보원 학교알리미